# 大阪中之島ビル
大阪中之島ビル（おおさかなかのしまビル）は、大阪府大阪市北区の中之島にある高層ビル。

## 概要
日本銀行大阪支店のすぐ西隣に建ち、周辺には大阪市役所やOsaka Metro御堂筋線淀屋橋駅が存在し、大阪経済の中心地から至近距離にある。
ニチメンの本社が置かれ、ニチメンビルと呼ばれていた。2010年までは双日グループが主なテナントであった。
アクティビア・プロパティーズ投資法人が、当ビルの信託受益権の準共有持分50%を2013年1月25日に5,250百万円で、残り50%を2014年12月19日に5,850百万円で取得した。

## 主なテナント
- 東京海上日動あんしん生命保険大阪支社 大阪中之島支社
- 日刊自動車新聞社関西支社
- 都築電気大阪支店
- 電通アイソバー関西支社
- 大阪湾広域臨海環境整備センター
- 富士通エフ・アイ・ピー関西支社
- ラサ商事大阪支店
- アクセンチュア関西オフィス
- 関西観光本部
- 中之島法律事務所